# Diócesis de Cancún-Chetumal
La Diócesis de Cancún-Chetumal (en latín: Dioecesis Cancunensis-Chetumaliensis) es una circunscripción eclesiástica de la Iglesia Católica en México. Se trata de una diócesis latina, sufragánea de la Arquidiócesis de Yucatán. Desde el 26 de octubre de 2004 su obispo es Mons. Pedro Pablo Elizondo Cárdenas de la Congregación de los Legionarios de Cristo.

## Historia
El territorio ya había sido evangelizado por la Orden Franciscana desde los tiempos de la conquista de México. Después de la Guerra de Castas, la evangelización fue llevada a cabo en algunas poblaciones por los padres de la Congregación religiosa de Maryknoll y sacerdotes diocesanos.
La prelatura territorial de Chetumal fue erigida el 23 de mayo de 1970 con la bula «Qui ad Beati Pauli» del papa Pablo VI, derivando el territorio de la Arquidiócesis de Yucatán y de la Diócesis de Campeche. Fue encomendada al cuidado pastoral de la Congregación de los Legionarios de Cristo, nombrando  al presbítero Jorge Bernal Vargas como administrador apostólico el 16 de julio de 1970 siendo Delegado Apostólico del Santo Padre en México Mons. Guido de Mestre, quien fue trasladado al poco tiempo, y le sucedió el Arzobispo Carlos Martini, el cual lo acompañó en la toma de posesión el 21 de noviembre de 1970. Bernal Vargas recibió la ordenación episcopal el 19 de marzo de 1974 de manos del delegado apostólico Pío Gaspari. Primero fue obispo titular de Velefi; más tarde se cumplió la disposición de llamar obispo prelado a quien se le encomendara una prelatura territorial.
El 20 de diciembre de 1996, en virtud del decreto «Nupera urbs» de la Congregación para los Obispos, la sede prelaticia fue trasladada de Chetumal a Cancún y la prelatura tomó el nombre de prelatura territorial de Cancún-Chetumal. El 8 de enero de 1997 con la presencia del nuncio apostólico Girolamo Prigione, se cumplió el decreto.
Bernal Vargas fue el administrador apostólico de la prelatura hasta noviembre de 2004, cuando por nombramiento del papa Juan Pablo II lo sucedió Pedro Pablo Elizondo Cárdenas como obispo de la prelatura.
El 15 de febrero de 2020 la prelatura territorial fue elevada por el papa Francisco al rango de diócesis en virtud de la bula «Cum mirabiliter». Mons. Pedro Pablo Elizondo Cárdenas fue nombrado primer obispo diocesano.

## Territorio y organización
La Diócesis tiene 50 212 km² y extiende su jurisdicción sobre los fieles católicos de rito latino residentes en el estado de Quintana Roo. Limita al norte con el canal de Yucatán del golfo de México; al sur, con Belice; al oeste con el estado de Yucatán y el de Campeche; y al este, con el mar Caribe. Las islas de Cozumel, Mujeres, Contoy y Holbox forman parte de su territorio. 
La sede de la diócesis se encuentra en la ciudad de Cancún, en donde se halla la Catedral de la Santa Cruz y la Santísima Trinidad. En Chetumal se encuentra la Concatedral del Sagrado Corazón de Jesús.
En 2021 en la diócesis existían 76 parroquias agrupadas en 8 decanatos:
- Decanato San José Obrero (Cancún)
- Decanato San Pablo (Kantunilkín, Isla Mujeres y Cancún)
- Decanato San Juan María Vianney (Cancún)
- Decanato San Juan Pablo II (Cancún y Puerto Morelos)
- Decanato San Miguel Arcángel (San Miguel de Cozumel)
- Decanato Nuestra Señora del Carmen (Playa del Carmen, Tulum y Cobá)
- Decanato Santa Cruz (Felipe Carrillo Puerto, José María Morelos y Tihosuco)
- Decanato Sagrado Corazón de Jesús (Chetumal y Bacalar)

### Situación social actual

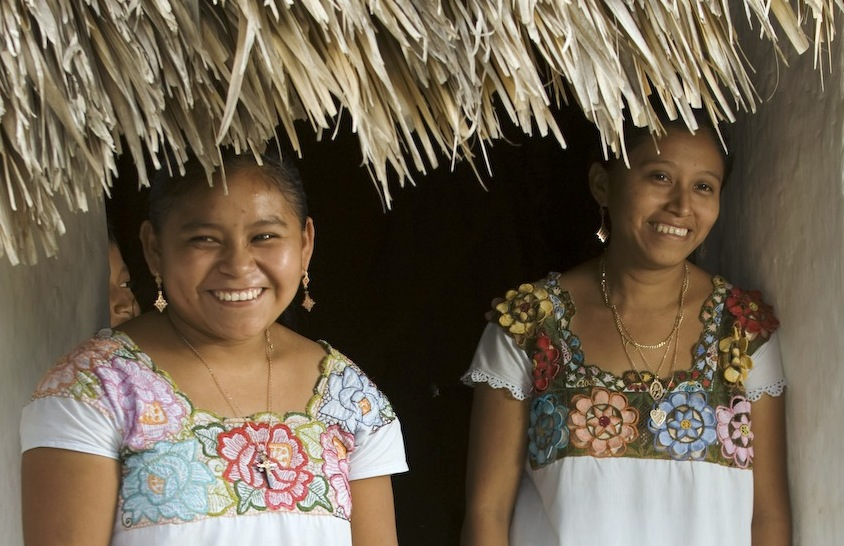
La población está formada por personas provenientes de todo el país, destacando la de origen maya

En relación con su distribución, el 82.5% del total de la población del estado se concreta en área urbana y sólo el 17.54% en el área rural. Actualmente tiene la tasa de crecimiento poblacional más alta del país, del 4.1% anual, teniendo a ciudades como Playa del Carmen y Tulum como las de mayor crecimiento a nivel Latinoamérica. 
Por sus características socioculturales y de biodiversidad, se suele dividir en tres grandes sectores: Región Norte, Zona Maya y Región Sur. 
La región Norte está integrada por los municipios de Isla Mujeres, Benito Juárez, Cozumel y la costa del municipio de Solidaridad. Abarca 3238 km², equivalente al 6.4% de la extensión territorial del estado y en ella se asientan 546 032 habitantes que representan el 60% del total de la población estatal. La densidad en esta región es de 168.6 habitantes por km². Los habitantes son en su mayoría personas que en los últimos 15 años han arribado al estado provenientes de Yucatán, Distrito Federal, Veracruz, Tabasco, Campeche y Guerrero, atraídos por el acelerado desarrollo del turismo en esta región. 
La zona maya está integrada por los municipios de Felipe Carrillo Puerto, José María Morelos, Lázaro Cárdenas, Tulum y el interior del municipio de Solidaridad, que abarca con 28 845 km², el 56.7% de la extensión territorial del Estado. En ella se asientan 121 520 habitantes que representa el 13.4% del total de la población estatal. El porcentaje de personas que hablan lengua maya y conservan las tradiciones de esta etnia es el mayor del Estado y lo forman nativos de la entidad y de la Península de Yucatán que han llegado a esta región. 
La región Sur está integrada por los municipios de Bacalar y Othón P. Blanco. Abarca 18 760 km², el 36.9% de la extensión territorial del Estado. En ella se asientan 242 423 habitantes, que representan el 26.6% del total de la población estatal. Los habitantes de esta región se constituyen por nativos descendientes de los mayas, inmigrantes de la Península de Yucatán, del centro del País y colonos de los programas de colonización del gobierno federal en la década de los setenta.

## Estadísticas
Según el Anuario Pontificio 2022 la diócesis tenía a fines de 2021 un total de 1 016 131 fieles bautizados.
| Año                                                                             | Población            | Población | Población      | Sacerdotes | Sacerdotes    | Sacerdotes    | Bautizados por sacerdote | Diáconos permanentes | Religiosos | Religiosos | Parroquias |
| Año                                                                             | Bautizados católicos | Total     | % de católicos | Total      | Clero secular | Clero regular | Bautizados por sacerdote | Diáconos permanentes | Varones    | Mujeres    | Parroquias |
| ------------------------------------------------------------------------------- | -------------------- | --------- | -------------- | ---------- | ------------- | ------------- | ------------------------ | -------------------- | ---------- | ---------- | ---------- |
| 1969                                                                            | 77 179               | 84 000    | 91.9           | 13         | 9             | 4             | 5936                     |                      |            | 16         | 5          |
| 1976                                                                            | 150 000              | 180 000   | 83.3           | 16         | 2             | 14            | 11 250                   |                      | 15         | 31         | 13         |
| 1980                                                                            | 221 900              | 254 900   | 87.1           | 16         | 2             | 14            | 13 868                   |                      | 15         | 51         | 14         |
| 1990                                                                            | 276 000              | 312 000   | 88.5           | 24         | 2             | 22            | 11 500                   |                      | 22         | 51         | 20         |
| 1999                                                                            | 755 000              | 950 000   | 79.5           | 42         | 4             | 38            | 17 976                   | 2                    | 44         | 77         | 26         |
| 2000                                                                            | 800 000              | 1 000     | 80.0           | 44         | 4             | 40            | 18 181                   | 2                    | 49         | 84         | 32         |
| 2001                                                                            | 820 000              | 1 050 000 | 78.1           | 48         | 5             | 43            | 17 083                   | 2                    | 71         | 89         | 35         |
| 2002                                                                            | 890 000              | 1 100 000 | 80.9           | 46         | 4             | 42            | 19 347                   | 2                    | 48         | 92         | 34         |
| 2003                                                                            | 900 000              | 1 150 000 | 78.3           | 52         | 4             | 48            | 17 307                   | 3                    | 52         | 92         | 34         |
| 2004                                                                            | 950 000              | 1 200 000 | 79.2           | 53         | 6             | 47            | 17 924                   | 3                    | 56         | 92         | 35         |
| 2013                                                                            | 1 028 000            | 1 545 000 | 66.5           | 107        | 19            | 88            | 9607                     | 19                   | 94         | 129        | 55         |
| 2016                                                                            | 898 478              | 1 501 562 | 59.8           | 126        | 46            | 80            | 7130                     | 18                   | 86         | 124        | 59         |
| 2019                                                                            | 976 340              | 1 549 750 | 63.0           | 137        | 50            | 87            | 7126                     | 19                   | 89         | 154        | 66         |
| 2020                                                                            | 986 000              | 1 565 200 | 63.0           | 123        | 43            | 80            | 8016                     | 17                   | 83         | 141        | 70         |
| 2021                                                                            | 1 016 131            | 1 588 700 | 64.0           | 134        | 56            | 78            | 7583                     | 38                   | 84         | 133        | 76         |
| Fuente: Catholic-Hierarchy, que a su vez toma los datos del Anuario Pontificio. |                      |           |                |            |               |               |                          |                      |            |            |            |

### Vida consagrada

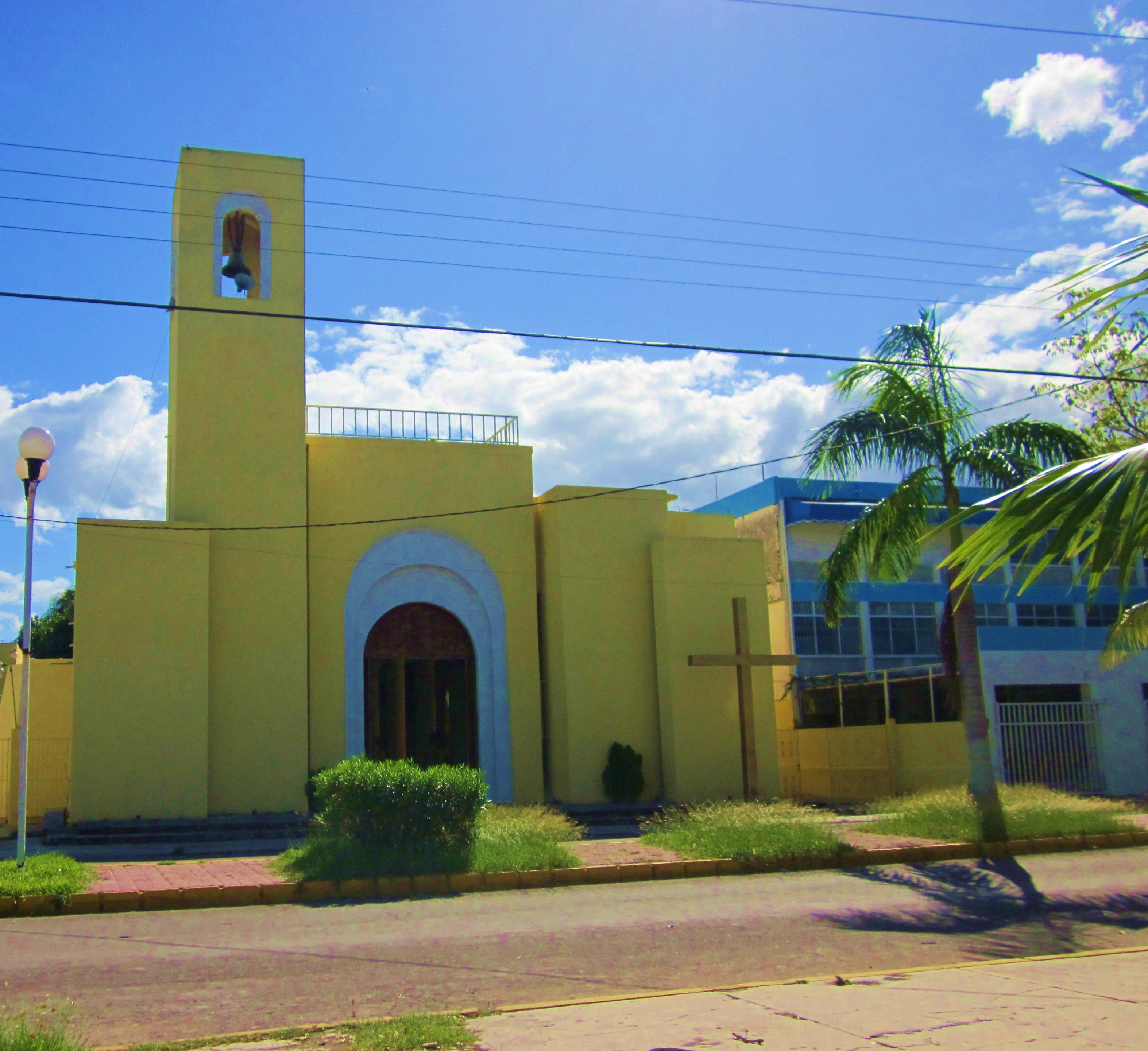
Concatedral del Sagrado Corazón de Jesús, en Chetumal

Existen sacerdotes religiosos: Orden de Frailes Menores, Legionarios de Cristo, Misioneros de Cristo Mediador, Mercedarios y Frailes Menores Capuchinos, Misioneros Servidores de la Palabra y Misioneros de Cristo Resucitado. De igual forma se han establecido 16 comunidades de religiosas y e institutos Seculares Femeninos, como las Misioneras Hijas de la Madre Santisima de la Luz, Aliadas Carmelitas descalzas de la Santísima Trinidad, Esclavas del Divino Corazón, Madres dominicas del Sagrado Corazón de Jesús, Misioneras Hijas Mínimas de San José, Madres siervas del Sagrado Corazón de Jesús y de los pobres, Misioneras de Cristo Resucitado, Misioneras del Corazón Eucarístico de Jesucristo Rey, Misioneras Servidoras de la Palabra, Hijas del Fiat, Siervas de la Santísima Trinidad y de los pobres, Misioneras de la misericordia del Sagrado Corazón, Madres Adoratrices perpetuas del Santísimo Sacramento, Orden de Santa Clara, Vírgenes Seglares consagradas y Misioneras de María Inmaculada. 

### Otros datos estadísticos 2016-2017
- Parroquias: 53
- Cuasiparroquias: 8
- Santuarios: 5
- Capillas semipúblicas: 23
- Otras capillas: 430
- Clero extradiocesano 6
- Misioneros laicos: 12 200
- Consagradas en institutos seculares femeninos: 5
- Congregaciones e institutos femeninos : 18
- Congregaciones masculinas de religiosos: 6
- Seminaristas mayores: 61
- Seminaristas menores: 48
- Instituciones educativas católicas de nivel preescolar: 13
- Instituciones educativas católicas de nivel primaria: 16
- Instituciones educativas católicas de nivel medio inferior y superior: 19
- Instituciones educativas católicas de nivel superior 5
- Universidades de inspiración cristiana: 3 en 6 sedes
- Centros de asistenciales y sociales: 27
- Total de sacramentos al año: 30 799
- Bautismos al año: 13 062
- Confirmaciones al año: 6604
- Primeras comuniones: 8698
- Matrimonios al año: 2435

### Otros datos estadísticos 2010-2011
- Parroquias: 45
- Cuasiparroquias: 6
- Santuarios: 2
- Capillas semipúblicas: 19
- Otras capillas: 413
- Misioneros laicos: 2136
- Congregaciones femeninas de religiosas de vida activa y contemplativa: 14
- Congregaciones masculinas de religiosos: 6
- Seminaristas mayores: 35
- Seminaristas menores: 75
- Instituciones educativas católicas de nivel básico y medio superior: 17
- Instituciones educativas católicas de nivel superior 6
- Centros de asistenciales y sociales: 15
- Grupos de apostolados: 352
- Bautismos al año: 14 533
- Confirmaciones al año: 4828
- Primeras comuniones: 5638
- Matrimonios al año: 2123
- Total de sacramentos: 31 011

### Otros datos estadísticos 2008-2009
- Parroquias: 45
- Congregaciones femeninas de religiosas de vida activa y contemplativa: 14
- Congregaciones masculinas de religiosos: 8
- Seminaristas mayores: 25
- Seminaristas menores: 70
- Instituciones educativas católicas de Nivel Básico y Medio Superior: 18
- Instituciones educativas católicas de Nivel Superior 6
- Centros asistenciales y sociales: 15
- Apostolados: 64
- Bautismos al año: 15 311
- Confirmaciones al año: 4828
- Primeras comuniones: 7335
- Matrimonios al año: 1982

## Episcopologio
- Sede vacante (1970-1973)
- Jorge Bernal Vargas, L.C. † (7 de diciembre de 1973-26 de octubre de 2004 retirado)
- Pedro Pablo Elizondo Cárdenas, L.C., desde el 26 de octubre de 2004